# Githa Hariharan
Œuvres principales
- The Thousand Faces of Night, 1993
- The Ghosts of Vasu Master, 1994
- When Dreams Travel, 1999
- In Times of Siege, 2003
- The Winning Team, 2004
- Fugitive Histories, 2009

Githa Hariharan, née en 1954 à Coimbatore, est une femme de lettres indienne.

## Biographie
Gita Hariharan est née en 1954, dans le Tamil Nadu, un État de l'Inde du Sud. Son père était le fondateur et éditeur du journal indien The Economic Times, et son grand-père un professeur d'anglais et un brahmane pratiquant. Hariharan a appris le tamoul puis, à partir de 8 ans, l'anglais. Elle a grandi à Manille et Bombay, a étudié la littérature anglaise à l'université de Bombay. Elle a ensuite poursuivi ses études à l'Université de Fairfield, dans le Connecticut aux États-Unis. Après avoir travaillé pendant un certain temps pour une station de radio à New York, elle retourne en Inde , travaille pour une maison d'édition indienne, et commence à écrire des fictions.
Son premier roman, écrit pendant un congé maternité, Les mille visages de la nuit, est un succès, couronné du prix du meilleur premier ouvrage au Commonwealth Writers' Prize, en 1993. Elle vit dès lors de son activité de romancière, d'essayiste, de journaliste et comme éditeur indépendant, installée avec son mari et ses deux fils, dans la banlieue de Delhi.
Elle est également connue pour avoir obtenu en 1999 de la Cour suprême indienne, sur une requête plaidée par Indira Jaising,  d'être reconnue «tuteur naturel» de ses enfants, œuvrant ainsi à une égalité des deux parents au sein de la famille,.

## Son œuvre
Le premier roman de Githa Hariharan, ‘Mille visages de la nuit’, mêle le passé et le présent, le tissu légendaire de l'Inde mythique et la réalité quotidienne. Le personnage principal et narratrice, Dévi, se remémore et réinterprète les histoires contées par sa grand-mère, peuplées de déesses et de femmes exceptionnelles de l'Antiquité indienne qui avaient su s'élever contre les exigences injustes d'une société patriarcale, elle se réfugie dans ses rêves d’envol avant de prendre en main sa vie,. Dans When Dreams Travel, Githa Hariharan explore l'univers des contes et plus particulièrement de la «mère des conteurs», Shéhérazade. Dans The Winning Team, un recueil de nouvelles destiné au jeune public, elle revient à nouveau sur l'art du conteur.
Times of Siege (En temps de siège pour la traduction française), se démarque des œuvres précédentes par son style et par son sujet, la montée du fondamentalisme hindou : un professeur d'histoire  se trouve confronté à un groupe fondamentaliste réagissant à sa présentation d'un poète et philosophe du XIIe siècle, Basava, réformateur social, critique vis-à-vis du système des castes,.
Fugitive Histories, publié en 2009, revient à nouveau sur l'intolérance religieuse, à travers le parcours de trois femmes, marqué par les affrontements entre musulmans et hindous.

## Principales publications
- The Thousand Faces of Night, Penguin Books, 1992; Women's Press, 1996,  (ISBN 978-0-7043-4465-5)
- The Art of Dying, Penguin Books, 1993,  (ISBN 978-0-14-023339-1)
- The Ghosts of Vasu Master, Viking, Penguin Books India, 1994 ; Penguin Group, 1998,  (ISBN 978-0-14-024724-4)
- When Dreams Travel, Picador, 1999,  (ISBN 978-0-330-37236-7); Penguin Group Australia, 2008,  (ISBN 978-0-14-320428-2)
- In Times of Siege, Pantheon Books, 2003, 206 p. (ISBN 978-0-375-42239-3, lire en ligne); Random House Digital, Inc., 2004,  (ISBN 978-1-4000-3337-9)
- The Winning Team, Illustration Taposhi Ghoshal, Rupa & Co., 2004,  (ISBN 978-81-291-0570-7)
- Fugitive Histories, Penguin Group, 2009,  (ISBN 978-0-670-08217-9)

## Publications en français
- Les mille visages de la nuit, traduction par Marie-José Minassian, éditions Zoé, 1998 ; éditions Philippe Picquier, 2006.
- En temps de siège, traduction par Marie-Odile Probst, éditions Zoé, 2006.

### Biographie
- Denise Coussy et Tirthankar Chanda, « Le roman indo-anglais depuis l'indépendance », Le Monde,‎ 6 mars 1998 (lire en ligne).*
- Aïda Balvannanadhan, Tradition hindouiste, colonialisme et évolution de la conscience féminine chez quatre romancières indo-anglaises : Kamala Markandaya, Anita Desai, Shashi Deshpande et Githa Hariharan, Atelier national de reproduction des thèses, 2001.
- Denise Coussy, Le roman indien de langue anglaise, Éditions Karthala, 2004, 317 p. (lire en ligne), p. 238-241.
- (en) Kader Aki, Mythology and Reality in Githa Hariharan's "The Thousand Faces of Night", BoD – Books on Demand, 2007, 28 p. (lire en ligne).
- (en) Sarita Prabhakar, Fiction and society : narrativisation of realities in the novels of Shashi Deshpande and Githa Hariharan, Rawat publications, 2011.
- (en) Staff The Telegraph, « Mother of all Battles », The Telegraph,‎ 29 février 2012 (lire en ligne).
- Lise Guilhamon, Béatrice Didier (dir.), Antoinette Fouque (dir.) et Mireille Calle-Gruber (dir.), Le dictionnaire universel des créatrices, Éditions des femmes, 2013, « Hariharan, Githa [Coimbatore 1954] », p. 1916-1917.
- (en) Sangeetha Devi Dundoo, « My voice is a medley », The Hindu,‎ 27 janvier 2014 (lire en ligne).

### Webographie
- Notice dans un dictionnaire ou une encyclopédie généraliste :   - Dictionnaire universel des créatrices
- Notices d'autorité :   - VIAF
  - ISNI
  - BnF (données)
  - IdRef
  - LCCN
  - GND
  - Pays-Bas
  - Israël
  - NUKAT
  - Catalogne
  - Grèce
  - WorldCat
- Alain et Christine Londner, « En temps de siège de Githa Hariharan (Zoé-2006) », sur lescinqcontinents.com.
- (en) Barbara-Ann Rieck, « Githa Hariharan », sur culturebase.net.
- (en) « Indira Jaising – India », sur word.world-citizenship.org, 8 février 2009 .